# Керимов, Меджид Заид оглы
Меджид Заид оглы Керимов (азерб. Məcid Zahid oğlu Kərimov; род. 16 декабря 1958, Баку, Азербайджанская ССР) — азербайджанский государственный и политический деятель .
Министр топлива и энергетики Азербайджана (2001—2004), Министр промышленности и энергетики Азербайджана (2004—2005). Президент Государственной компании Азерихимия (2005-2010). Депутат Милли Меджлиса (парламента) III созыва Азербайджанской республики (2005—2010), Член партии «Новый Азербайджан». Доктор технических наук, Профессор в области разработки морских нефтяных и газовых месторождений. Заслуженный деятель науки Азербайджанской республики.

## Биография
Меджид Керимов родился 16 декабря 1958 года в Баку, в семье учёного.
Окончил бакинскую среднюю школу № 7, а в 1980 году — Азербайджанский институт нефти и химии имени М. Азизбекова. Позднее, в 1986 году он также окончил Азербайджанский государственный университет имени С. М. Кирова.
До 2001 года Меджид Керимов возглавлял Государственный научно-исследовательский и проектный институт «Гипроморнефтегаз» Государственной нефтяной компании Азербайджанской Республики (ГНКАР).
18 апреля 2001 года было учреждено Министерство топлива и энергетики. В тот же день указом тогдашнего президента страны Гейдара Алиева Керимов был назначен руководителем нового министерства.
В 2001 году Указом Президента Азербайджанской Республики г-н Керимов назначается председателем Комиссии по реализации четырех важных международных проектов:
- разработка морских нефтегазовых месторождений Азери-Чираг-Гюнешли
- разработка морского газоконденсатного месторождения Шах-дениз
- строительство экспортного нефтепровода Баку-Тбилиси-Джейхан
- строительство экспортного газопровода Баку-Тбилиси-Эрзерум
Руководил проектами в области разработки нефтяных и газовых месторождений, транспортировки и переработки нефти и газа, производстве химической и нефтехимической продукции и т.д.
Руководил разработкой следующих государственных программ утвержденных Президентом Азербайджанской Республики:
- Государственной программой развития топливно-энергетического комплекса Азербайджанской Республики на период 2005-2015 годов
- Государственной программой использования альтернативных источников энергии в Азербайджанской Республике
Как член правительства участник разных международных конференций проводимых в Англии, Германии, Франции, России, Турции, Норвегии, Саудовской Аравии, Египте, Грузии и других странах. Председательствовал на международных нефтегазовых конференциях традиционно проводимых в Азербайджане.
М.Керимов активный участник развития связей с такими международными организациями как Европейская Энергетическая Хартия, Организация Черноморского экономического сотрудничества, а также международными финансовыми институтами такими как Мировой Банк, Международный валютный фонд, Азиатский банк развития, Европейский банк реконструкции и развития и другими.

### Деятельность при Ильхаме Алиеве
6 декабря 2004 года новый президент страны, сын Гейдара Алиева, Ильхам своим приказом упразднил Министерство топлива и энергетики, функции которого были переданы Министерству промышленности и энергетики. Начиная с этого времени Керимов работал в должности министра промышленности и энергетики.
9 декабря 2005 года Ильхам Алиев подписал распоряжение о назначении Керимова на пост президента государственного концерна «Азерикимья», а другим своим распоряжение освободил его от должности министра промышленности и энергетики. Вместо него новым министром промышленности и энергетики стал бывший президент ГНКАР Натиг Алиев.
Избирался депутатом Милли Меджлиса (парламента) III созыва (2005—2010) от Сумгаитского II избирательного округа № 42. Парламентом был включён в состав постоянной Комиссии Милли Меджлиса по вопросам правовой политики и государственного строительства.
В сентябре 2009 года азербайджанский президент утвердил состав Комиссии по подготовки предложений о стратегическом развитии нефтегазоперерабатывающей и нефтехимической промышленности в Азербайджане, одним из членов которой стал Меджид Керимов.

## Научная деятельность
Автор более 200 научных статей, 10 книг и монографий и 10 изобретений.

## Частная жизнь
Женат и имеет двух детей. Знает русский и английский языки.

## Звания и награды
- Заслуженный деятель науки Азербайданской Республики[1]
- Академик Mеждународной инженерной академии [8]